# Ellipanthus tomentosus
Mề gà (có danh pháp hai phần: Ellipanthus tomentosus) là một loài thực vật có hoa trong họ Connaraceae. Loài này được Kurz mô tả khoa học đầu tiên năm 1872.